# Championnats d'Afrique de BMX 2015
Navigation
Édition précédente Édition suivante
Les championnats d'Afrique de BMX 2015 ont lieu le 14 novembre 2015 à Harare au Zimbabwe.
Le Sud-Africain Kyle Dodd y obtient le titre masculin élite, et le Zimbabwéen Scott Donaldson le titre masculin juniors.

## Podiums
| Épreuves            | Or              | Argent        | Bronze          |
| ------------------- | --------------- | ------------- | --------------- |
| Épreuves masculines |                 |               |                 |
| Élites hommes       | Kyle Dodd       | Alex Limberg  | Penias Tenthani |
| Juniors hommes      | Scott Donaldson | Tyler Klumper |                 |